# ألبيغلوتايد
ألبيغلوتايد Albiglutide هو دواء ناهض للببتيد الشبيه بالغلوكاغون (GLP-1) يخضع للتحقق من فعاليته في السكري النمط 2 من قبل GlaxoSmithKline. وهو ثنائي ببتيد شبيه بالغلوكاغون1 مقاوم للـ dipeptidyl peptidase-4 يرتبط مع الألبومين البشري. يمتلك نصف عمر يقدر بـ 4 إلى 7 أيام، حيث يعتبر أطول من مشابهي GLP-1 المصادق عليهم للاستخدام، exenatide (Byetta) وliraglutide (Victoza).
إنّ أدوية GLP-1 متوفرة حالياً للإعطاء تحت الجلد يومياً، لهذا تفضل أدوية GLP-1 ذات عمر نصفي طويل. يحقن مثل هذا الدواء كل أسبوعين أو كل أسبوع عوضاً عن الحقن اليومي، مما ينقص الانزعاج من إعطاء GLP-1 بشكل كبير.
لم يتم التحديد بعد فيما إذا كان albiglutide فعال كعامل مضاد للسكري مثل أدوية GLP-1 المتوفرة حالياً في الأسواق، ولايزال يتعين نشر الحوادث المتعلقة بالتأثيرات الضائرة للدواء. ولتقييم فعالية ومأمونية الدواء، يجري إخضاء albiglutide لتجارب الطور III السريرية الثمانية. وينبغي أن تقدم أربعة من هذه التجارب بيانات مفيدة بحلول عام 2010

## المصدر
- موسوعة العلوم العربية